# Basketball Club Copenhague
Maillots
Le Basketball Club Copenhague est un club danois de basket-ball appartenant à la Basketligaen, soit le plus haut niveau du championnat danois. Le club est basé dans la capitale de Copenhague.

## Historique

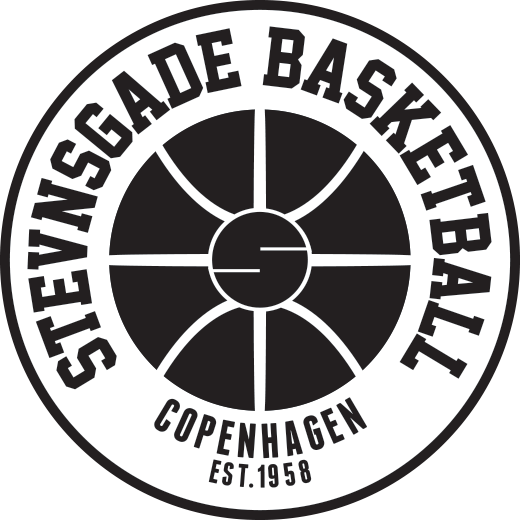
Ancien logo (2014-2019)

## Palmarès
- Champion du Danemark (3): 1978-1979, 1979-1980, 1994-1995
- Vainqueur de la Coupe du Danemark (4): 1980, 1987, 1993, 1994

## Joueuses célèbres ou marquantes
🇫🇷 Joris Ortega 